# Scaptia binotata
Scaptia binotata är en tvåvingeart som först beskrevs av Pierre André Latreille 1811.  Scaptia binotata ingår i släktet Scaptia och familjen bromsar. Inga underarter finns listade i Catalogue of Life.